# Persmuseum
Het Persmuseum was een museum over journalistiek. Het bestond van 1915 tot 2017. Het Persmuseum (niet te verwarren met het Internationaal Persmuseum in Den Haag) is in 2017 gefuseerd met het Nederlands Instituut voor Beeld en Geluid.

## Geschiedenis
Het museum is opgericht door de journalistenvereniging De Amsterdamsche Pers in 1915 met de krantencollectie van D.A. van Waalwijk van het Nieuwsblad voor Nederland. Het museum ontbeerde sindsdien een vaste locatie. In 1978 werd de collectie van het vier jaar eerder gesloten Internationaal Persmuseum in Den Haag toegevoegd aan de verzameling. Van 1989 tot juni 2017 was het Persmuseum gevestigd aan de Zeeburgerkade in Amsterdam-Oost. Tezamen met het Internationaal Instituut voor Sociale Geschiedenis en het NEHA had het museum zijn standplaats in het voormalige cacaopakhuis Koning Willem I aan de Cruquiusweg. Er werden tentoonstellingen georganiseerd en er werd gekeken naar een betaalbare locatie meer in de binnenstad. De Raad voor Cultuur besloot in 2012 dat het museum niet thuishoorde in de basisfinanciering en een fusie met het Instituut voor Beeld en Geluid voor de hand lag.

## Collectie
De collectie omvat het erfgoed van de Nederlandse pers. Het beslaat kranten en tijdschriften, maar ook cartoons en reclameuitingen. De collectie is overgenomen door Beeld en Geluid en wordt beheerd door het IISG. De collectie en studiezaal bevindt zich bij het IISG.